# Roger Lévêque
Pour les articles homonymes, voir Lévêque.
Roger Lévêque, né le 5 décembre 1920 à Saint-Nazaire et mort le 29 juin 2002 à Saint-Avertin, est un coureur cycliste professionnel français. 

## Biographie
Il devient professionnel en 1946 et le reste jusqu'en 1953. Il remporte la quatrième étape du Tour de France 1951, courue entre Le Tréport et Paris, et porte le maillot jaune pendant six jours, de la septième à la douzième étape.
Il faut relever que c'est lui qui portait le maillot Jaune pendant la fameuse étape Brive-Agen du Tour 1951, magistralement remportée par Hugo Koblet avec 2 minutes 35 d'avance sur tout le peloton lancé à ses trousses. Roger Lévêque a d'ailleurs conservé le maillot au soir de cette étape, ne le perdant que le lendemain soir.

## Palmarès
- 1947
  - 3e de Bordeaux-Paris
- 1948
  - 2e du Grand Prix de l'Équipe (contre-la-montre par équipes)
  - 3e du Circuit de l'Aulne
- 1949
  - 4e de Paris-Bruxelles
  - 4e de Paris-Tours
- 1951
  - 4e étape du Tour de France

## Résultats sur le Tour de France
Ses classements dans les 4 participations du Tour de France :
- 1947 : 24e
- 1948 : abandon
- 1949 : 31e
- 1951 : 30e, vainqueur de la 4e étape,  maillot jaune pendant six jours